# Saison 2 de Scooby-Doo, où es-tu ?
Chronologie
Saison 1 Saison 1 de Fantomatiquement vôtre, signé Scoubidou
Cet article présente le guide de la saison 2 de la série télévisée Scooby-Doo (Scooby-Doo, Where Are You!).
Tous les épisodes ont fait l'objet d'un doublage en français.

## Épisode 1:Docteur Jekyll et Mister Hyde
- Titre original : Nowhere to Hyde
- Numéro(s) : 1 (2.1)
- Scénariste(s) :
- Réalisateur(s) :
- Diffusion(s) : 
  -  États-Unis : 12 septembre 1970
- Invité(es) :
- Résumé :

## Épisode 2:Le Masqueur d'or
- Titre original : Mystery Mask Mix-Up
- Numéro(s) : 2 (2.2)
- Scénariste(s) :
- Réalisateur(s) :
- Diffusion(s) : 
  -  États-Unis : 19 septembre 1970
- Invité(es) :
- Résumé :

## Épisode 3:Un iceberg surprise
- Titre original : Scooby's Night with a Frozen Fright
- Numéro(s) : 3 (2.3)
- Scénariste(s) :
- Réalisateur(s) :
- Diffusion(s) : 
  -  États-Unis : 26 septembre 1970
- Invité(es) :
- Résumé :

## Épisode 4:L'Étrange individu du parc ou L'Étrange individu
- Titre original : Jeepers It's the Creeper
- Numéro(s) : 4 (2.4)
- Scénariste(s) :
- Réalisateur(s) :
- Diffusion(s) : 
  -  États-Unis : 3 octobre 1970
  -  France : Rediffusion le 4 septembre 1990[1] dans l'émission Éric et Compagnie sur Antenne 2.
- Invité(es) :
- Résumé :

## Épisode 5:L'Enigme du Vieux Manoir ou Le spectre sans tête
- Titre original : Haunted House Hang-Up
- Numéro(s) : 5 (2.5)
- Scénariste(s) :
- Réalisateur(s) :
- Diffusion(s) : 
  -  États-Unis :
  -  France : Rediffusion le 4 septembre 1990[2] dans l'émission Éric et Compagnie sur Antenne 2.
- Invité(es) :
- Résumé :

## Épisode 6:Vacances mouvementées
- Titre original : '
- Numéro(s) : 6 (2.6)
- Scénariste(s) :
- Réalisateur(s) :
- Diffusion(s) : 
  -  États-Unis :
- Invité(es) :
- Résumé :

## Épisode 7:Qui a peur du grand méchant loup?
- Titre original : '
- Numéro(s) : 7 (2.7)
- Scénariste(s) :
- Réalisateur(s) :
- Diffusion(s) : 
  -  États-Unis :
- Invité(es) :
- Résumé :

## Épisode 8:Un fantôme à la télé
- Titre original : Don't Fool with a Phantom
- Numéro(s) : 8 (2.8)
- Scénariste(s) :
- Réalisateur(s) :
- Diffusion(s) : 
  -  États-Unis : 31 octobre 1970
- Invité(es) :
- Résumé :